# Статуя Ісуса Христа (Трускавець)
Статуя Ісуса Христа у Трускавці — найбільша в Україні статуя Ісуса Христа, що встановлена 2020 року.

## Характеристика
Загальна висота архітектурної композиції становить 12 м, зокрема – постамент 3 м, безпосередньо сама статуя – 9,17 м. Вага фігури – понад 50 тонн. Вартість проекту не розголошується, однак орієнтовний кошторис подібних пам'ятників становить понад 1 млн грн.
Скульптура розташована у найвищій точці Трускавця, на Гошівській горі, поблизу залізничного вокзалу. На постаменті зазначено цитату із Біблії: «Прийдіть до Мене всі втомлені й обтяжені, і Я облегшу вас» (Матвія, 11:29).

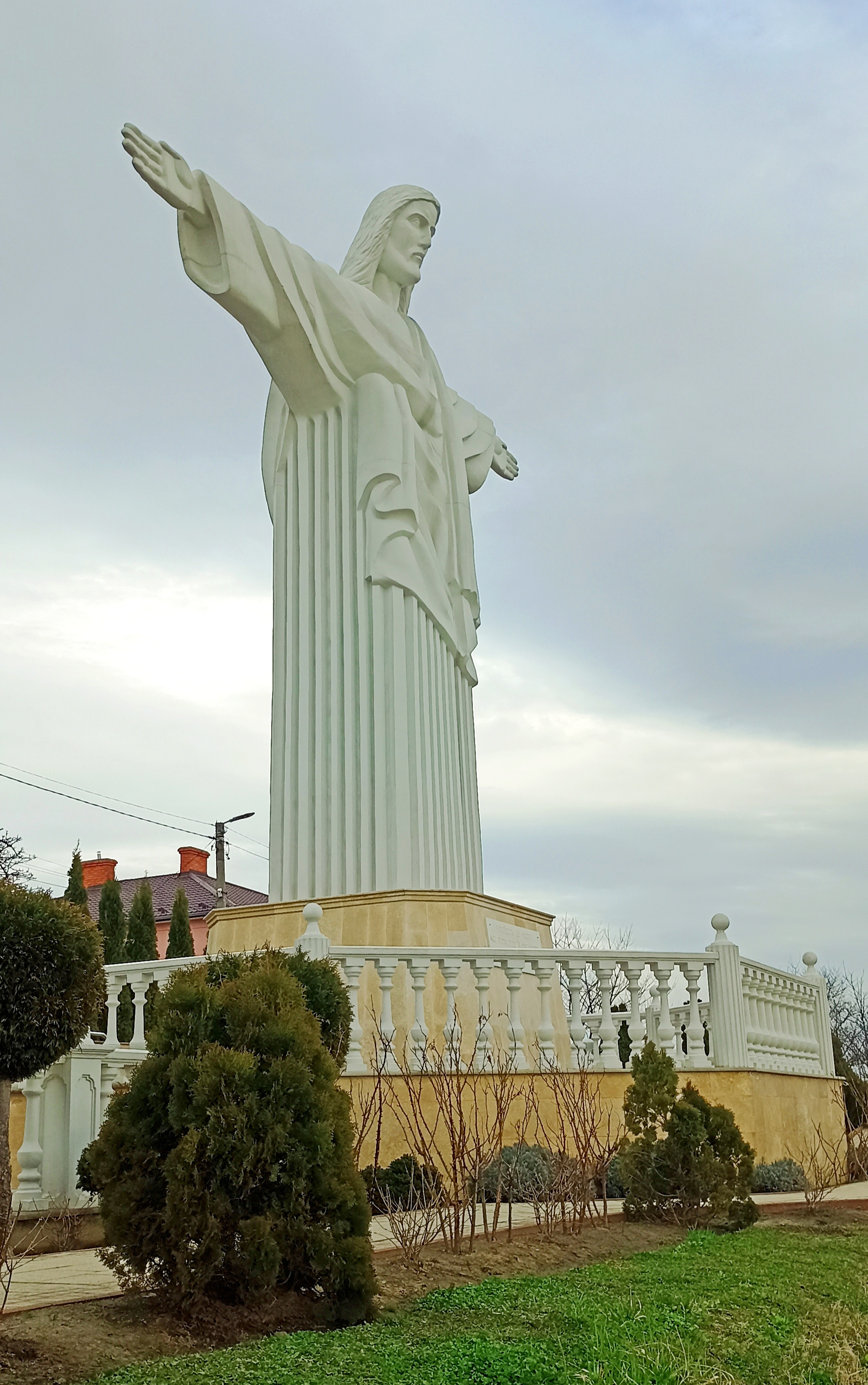
Статуя Ісуса Христа

Статуя є зменшеною і майже точною копією «Христа-Спасителя» — статуї Ісуса Христа в Ріо-де-Жанейро, Бразилія.
Навколо статуї облаштовано оглядовий майданчик (декоративні рослини, лави для сидіння). З нього відкривається вид на усе місто. Уздовж майданчика облаштовано стіну із фотографіями різних етапів будівництва об'єкту.
Автором скульптури є Іван Бондарчук. Ініціатором та спонсором проекту виступив житель міста, бізнесмен та політик Ігор Кісак.

## Історія будівництва
У 2012 році було анонсовано ідею будівництва статуї, проведено обговорення ініціативи із місцевими мешканцями. У травні 2013 відбулося освячення місця під дерев'яний макет статуї. Його будівництво було завершено у червні. Ліплення з глини і виливання гіпсових форм тривало до листопада того ж року. Паралельно з цим, на горі проводилися геологічні та земляні роботи. Освячення ділянки відбулося у вересні. Після цього розпочалися бетонні роботи.
У наступні кілька років реалізація проекту загальмувалася з огляду на дефіцит фінансів та внутрішньополітичні події, російську агресію. Лише влітку 2016 року розпочали встановлювати буро-набивні палі під скульптуру. До кінця року також облаштували підпірну стіну.
Основний масив робіт виконувався у 2017–2018 роках. Зокрема, упродовж весни-осені 2017 року було облаштовано сходи оглядового майданчику, постамент та здійснено монтаж (і подальший демонтаж) гіпсових форм із армобетонуванням. У 2018 році шліфували, шпаклювали та фарбували скульптуру (травень-серпень). Риштування було зняте у серпні. Після цього будівельники перейшли до установки піщаника та баляс оглядового майданчику, завершення влаштування підпірної стіни (серпень-жовтень).

Облицювання скульптури тривало до весни 2019 року, а облаштування навколишньої території – до весни 2020 року.
Більшість усіх робіт було виконано будівельною бригадою з 8–10 осіб. Однак десятки місцевих жителів допомагали різними матеріалами, під час облаштування та благоустрою.
Під час будівництва (зокрема, у 2017 році) проводилися інспекційні перевірки щодо дотримання норм та потенційних загроз для гори. Траплялися скандали із недопущенням до об'єкту спеціалістів Держархбудконтролю у Львівській області, подальшим накладанням штрафів на виконавця та їх анулювання у судовому порядку.
|  | Ідею встановлення у Трускавці статуї Ісуса Христа я виношував змалку. Я думаю, що це буде об’єднувати усіх християн та принесе нам мир |

— коментував пресі ініціатор проекту Ігор Кісак.
Офіційне освячення скульптури відбулося 30 серпня 2020 року. У жовтні було офіційно зафіксовано рекорд України – найвища скульптура Ісуса Христа (до цього цей статус мала статуя в селищі Солотвин на Франківщині). Того ж дня відбулося спецпогашення поштової марки із зображенням статуї. Анонсований тираж марки становив 4 тис. штук. Проведення цих подій мало політичний підтекст, адже ініціатор та спонсор Ігор Кісак балотувався на посаду голови Трускавецької міської громади.

## Туристичний потенціал
Статус найбільшої статуї Ісуса Христа в Україні, розташування у відомому курортному містечку та безпосередньо поблизу залізничного вокзалу на найвищій горі Трускавця робить її привабливим туристичним об'єктом.
Сприяти підвищенню потенціалу архітектурної композиції та збереженню упродовж наступних десятиліть може внесення до переліку пам'яток архітектури місцевого значення Львівської області.
Також місцева влада має вирішити питання комфортного доступу до статуї. Фактично відсутній облаштований підхід до неї з боку залізничного вокзалу. Бажаючі потрапити на оглядовий майданчик змушені підніматися на гору по стежці або ж йти в обхід по вул. Лесі Українки, яка не має асфальтного покриття і тротуару. Доречно облаштувати навколишню територію, прибрати залишки будівельного сміття тощо. Біля підніжжя статуї розташовується забруднена недобудова.
На жаль, з огляду на дефіцит фінансів, не вдалося реалізувати задум щодо будівництва стацій Хресної Дороги, каплички із вміщеним у ній благодатним вогнем із Єрусалиму, сходових підходів до статуї з різних сторін, насамперед фронтальної.

## Галерея

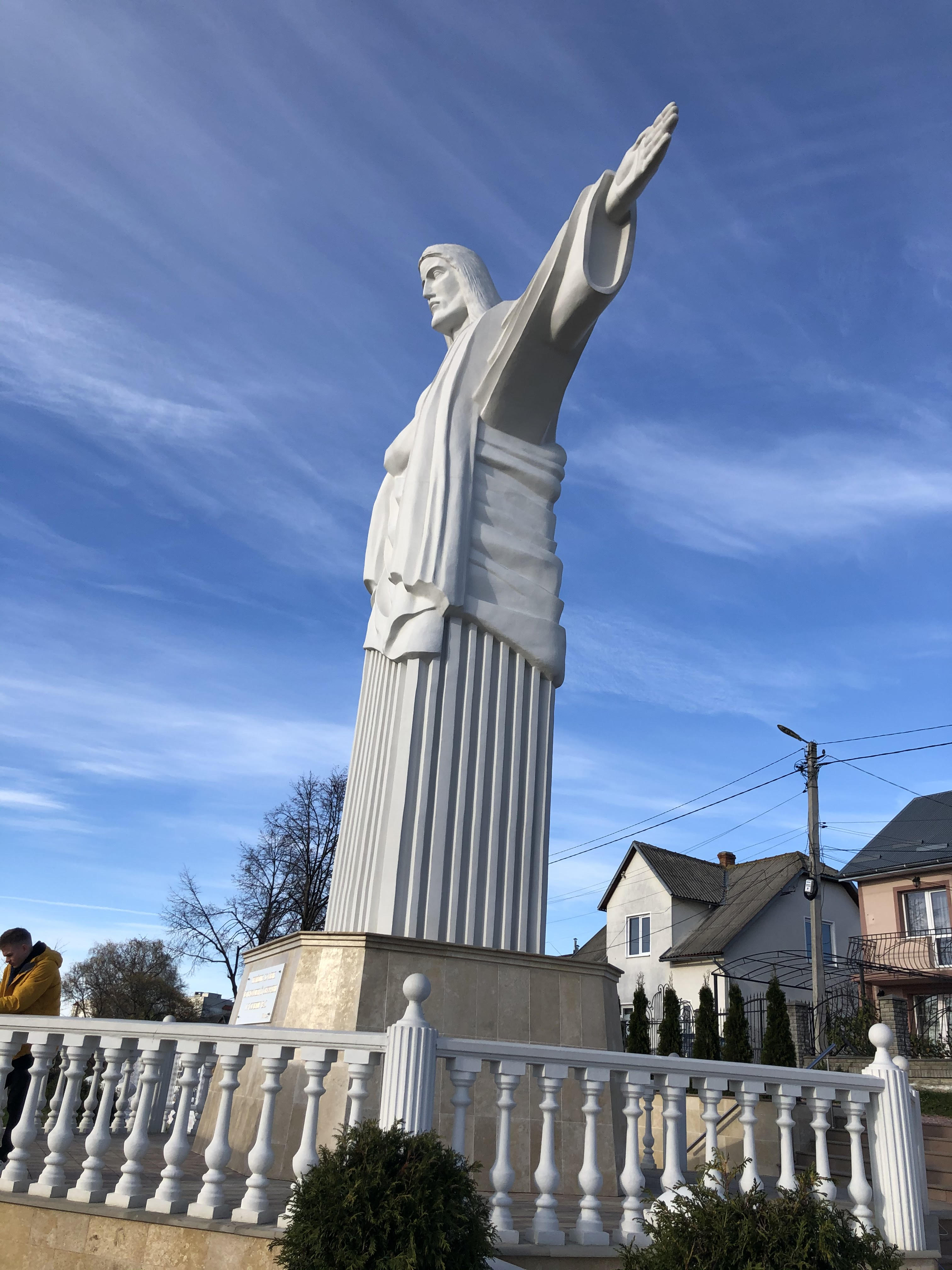
Статуя Ісуса Христа (фото 2020 р.
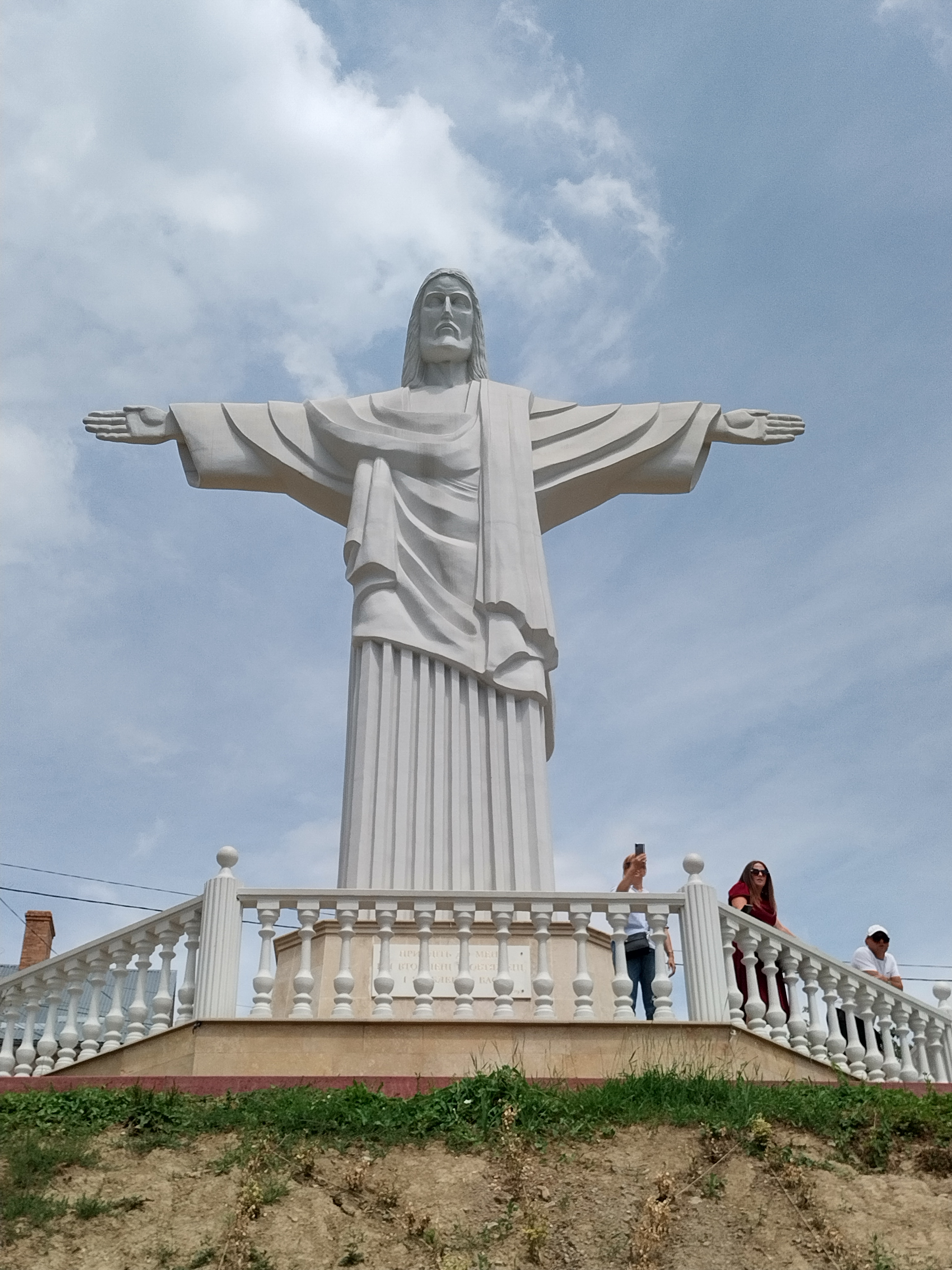
Статуя Ісуса Христа (фото 2022 р.)
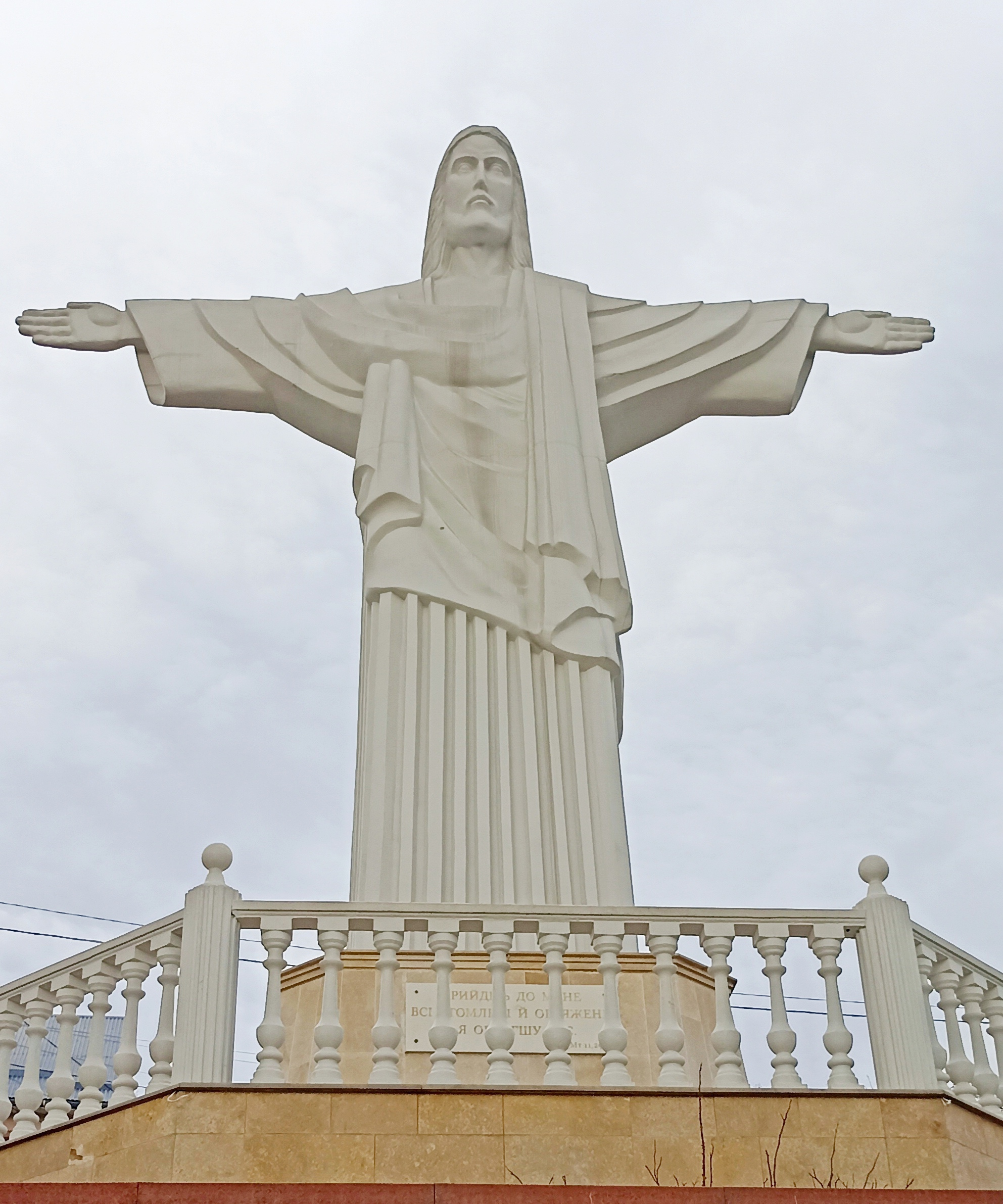
Статуя Ісуса Христа (березень 2024 р.)
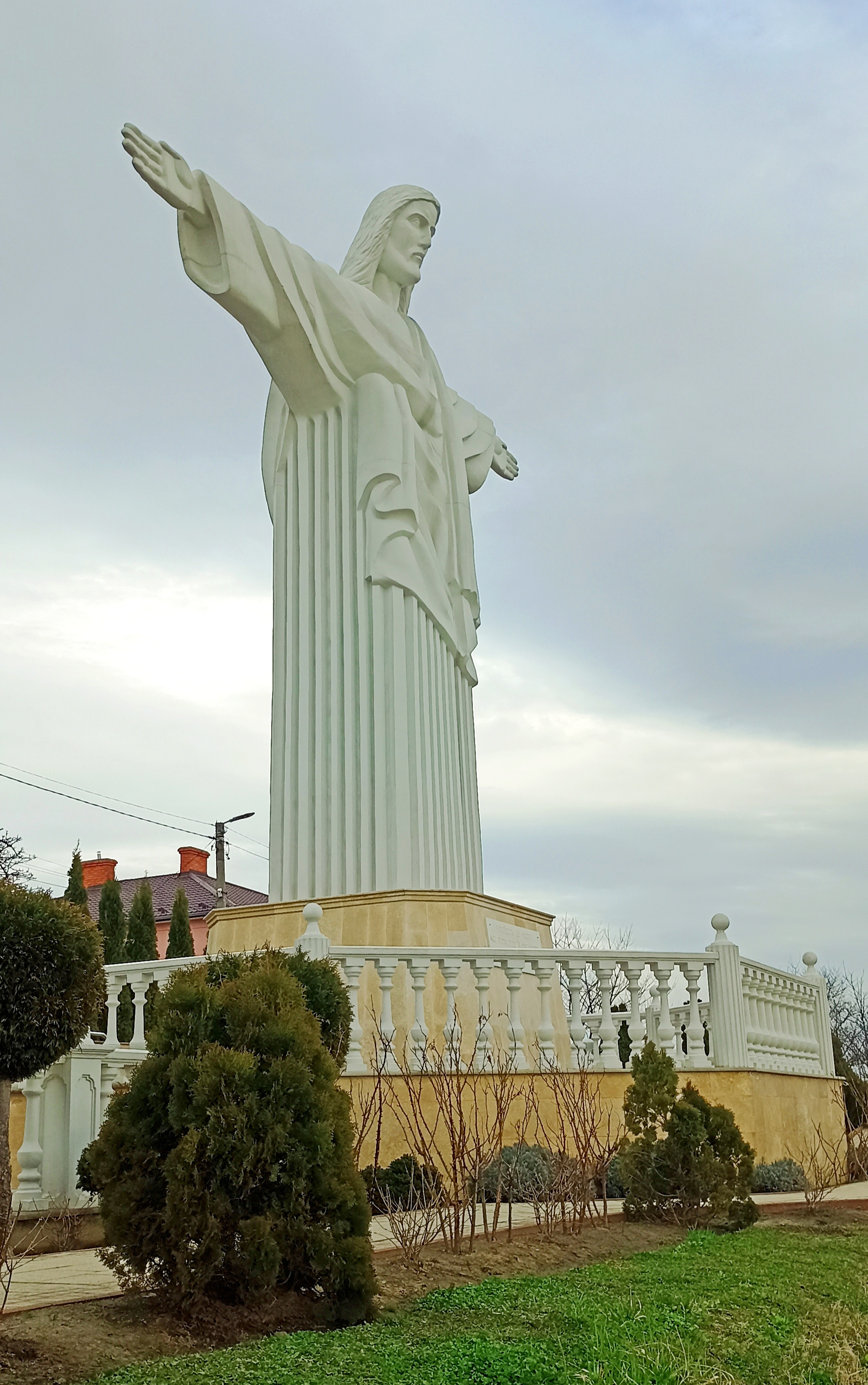
Статуя Ісуса Христа (березень 2024 р.)